# Anton Šunin
Anton Vladimirovič Šunin (cyrilicí: Антон Владимирович Шунин; * 27. ledna 1987 Moskva) je ruský profesionální fotbalový brankář, který za ruský klub Dynamo Moskva a za ruský národní tým.

## Reprezentační kariéra

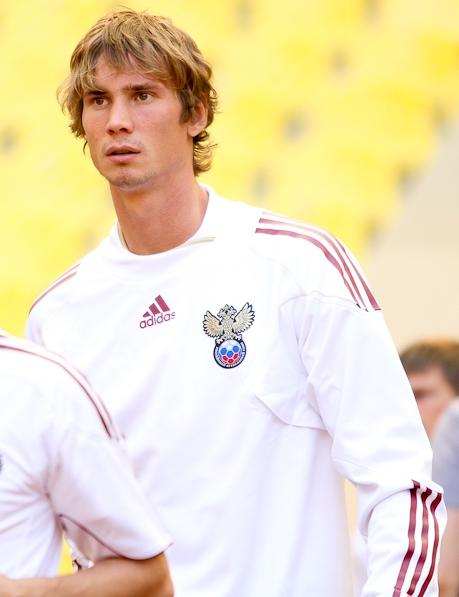
Anton Šunin (2011)

Šunin v ruské reprezentaci debutoval 27. srpna 2007 v přátelském utkání proti Polsku.
Po tříleté pauze byl znovu povolán do národního týmu na přátelský zápas proti Belgii 17. listopadu 2010.
Dne 25. května 2012 byl nominován na závěrečný turnaj Euro 2012.
Po dalších 6 letech bez povolání do reprezentace, byl nominován na zápasy proti Turecku a České republice v září 2018, dva měsíce po ukončení reprezentační kariéry brankáře Igora Akinfejeva. Svůj první soutěžní zápas odehrál 19. listopadu 2019 v rámci kvalifikace na Euro 2020 proti San Marinu a udržel si čisté konto při výhře 5:0.
Dne 2. června 2021 byl nominován Stanislavem Čerčesovem na závěrečný turnaj Euro 2020.

## Statistiky

### Klubové
K 8. květnu 2021
| Klub          | Sezóna  | Liga         | Liga   | Liga | Pohár  | Pohár | Evropské poháry | Evropské poháry | Celkem | Celkem |
| Klub          | Sezóna  | Liga         | Zápasy | Góly | Zápasy | Góly  | Zápasy          | Góly            | Zápasy | Góly   |
| ------------- | ------- | ------------ | ------ | ---- | ------ | ----- | --------------- | --------------- | ------ | ------ |
| Dynamo Moskva | 2007    | Premier Liga | 23     | 0    | 2      | 0     | –               | –               | 25     | 0      |
| Dynamo Moskva | 2008    | Premier Liga | 9      | 0    | 0      | 0     | –               | –               | 9      | 0      |
| Dynamo Moskva | 2009    | Premier Liga | 8      | 0    | 0      | 0     | 0               | 0               | 8      | 0      |
| Dynamo Moskva | 2010    | Premier Liga | 9      | 0    | 1      | 0     | –               | –               | 10     | 0      |
| Dynamo Moskva | 2011/12 | Premier Liga | 41     | 0    | 5      | 0     | –               | –               | 46     | 0      |
| Dynamo Moskva | 2012/13 | Premier Liga | 23     | 0    | 2      | 0     | 3               | 0               | 28     | 0      |
| Dynamo Moskva | 2013/14 | Premier Liga | 7      | 0    | 0      | 0     | –               | –               | 7      | 0      |
| Dynamo Moskva | 2014/15 | Premier Liga | 2      | 0    | 1      | 0     | 1               | 0               | 4      | 0      |
| Dynamo Moskva | 2015/16 | Premier Liga | 7      | 0    | 1      | 0     | –               | –               | 8      | 0      |
| Dynamo Moskva | 2016/17 | FNL          | 35     | 0    | 0      | 0     | –               | –               | 35     | 0      |
| Dynamo Moskva | 2017/18 | Premier Liga | 30     | 0    | 0      | 0     | –               | –               | 30     | 0      |
| Dynamo Moskva | 2018/19 | Premier Liga | 30     | 0    | 0      | 0     | –               | –               | 30     | 0      |
| Dynamo Moskva | 2019/20 | Premier Liga | 23     | 0    | 1      | 0     | –               | –               | 24     | 0      |
| Dynamo Moskva | 2020/21 | Premier Liga | 27     | 0    | 2      | 0     | 1               | 0               | 30     | 0      |
| Celkem        | Celkem  | Celkem       | 274    | 0    | 15     | 0     | 5               | 0               | 294    | 0      |

### Reprezentační
K 1. červnu 2021
| Rusko  | Rusko  | Rusko |
| Rok    | Zápasy | Góly  |
| ------ | ------ | ----- |
| 2007   | 1      | 0     |
| 2011   | 1      | 0     |
| 2019   | 1      | 0     |
| 2020   | 4      | 0     |
| 2021   | 4      | 0     |
| Celkem | 11     | 5     |

## Ocenění

### Klubové

#### Dynamo Moskva
- Futbolnaja nacionalnaja liga: 2016/17